# Tinya

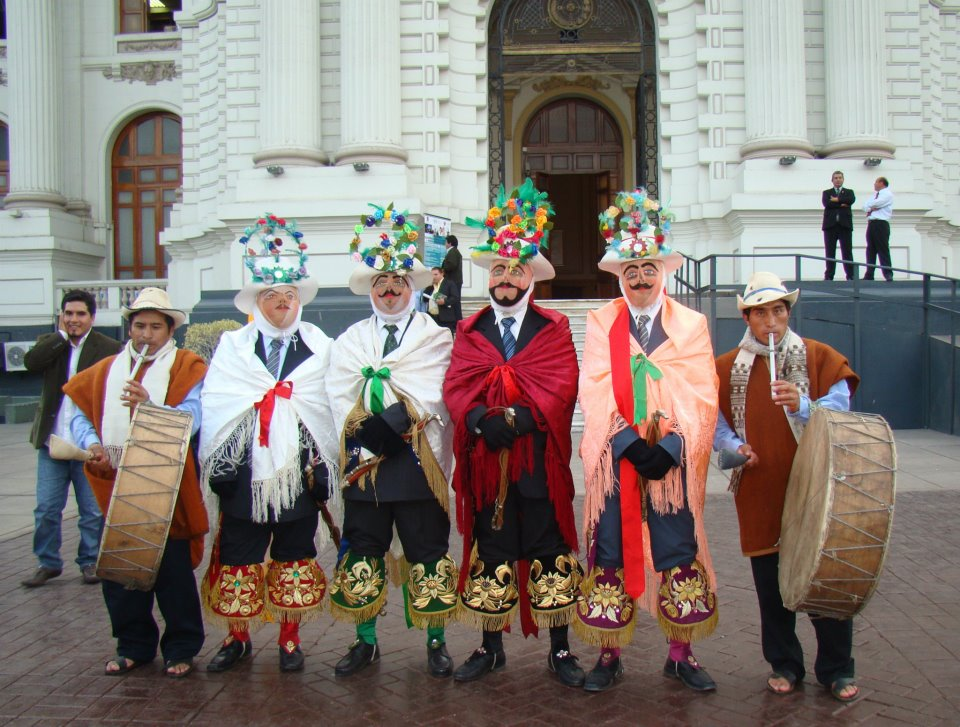
Una tinya

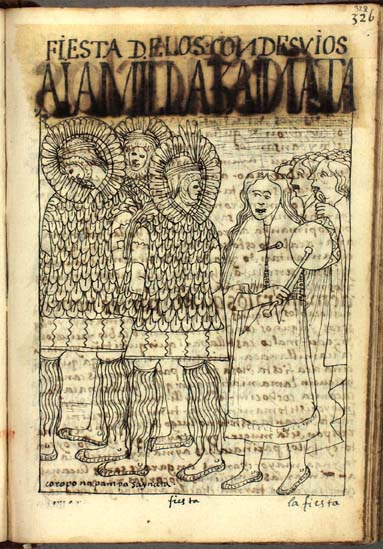
Mujeres incas tocando tinyas junto a danzarines

La tinya, también denominada roncadora o caja, es un instrumento andino de percusión similar a un tambor, cuyo uso es extendido en la zona andina americana: Ecuador, Perú, el altiplano boliviano, y norte de Argentina y Chile.
Es construida a partir de cueros crudos muy finos, dándole un sonido vibrante y agudo. Tiene un origen místico y era utilizada exclusivamente en rituales espirituales que se celebraban en la zona de los Andes Centrales, más específicamente la zona donde se estableció la cultura wanka, en lo que hoy es la región peruana de Junín. Conocida también como "Wankara" o "Wankar", este tambor marcó el paso en la batalla entre los Chancas y Pokras. Fundamentalmente es tocado por mujeres con una baqueta (ya que es un instrumento muy liviano y de sonido mediano) en danzas y ceremonias que se relacionan con la vida campesina y la marcación del ganado.
Se le utiliza colgado de manera vertical. Es de tamaño mediano y peso ligero, con un espesor promedio de 14 cm y un diámetro que varía entre los 30 cm a 80 cm. En la cara inferior suele llevar una cuerda tensa a manera de resonador. Su registro es agudo y el tono es claro, dependiendo del tipo de piel que se use y la tensión aplicada. Se le utilizaba tradicionalmente en la ejecución del huayño en la sierra central de Perú, y se toca con un palo de madera con una sola mano mientras que la otra sostiene un instrumento de viento como la quena o pinquillo.
En los pueblos del sur se toca la zampoña a la misma usanza, pero con un tambor más grande y de tono más grave y sin resonador, similar al bombo, colgado en forma oblicua a un costado del cuerpo.

## Galería

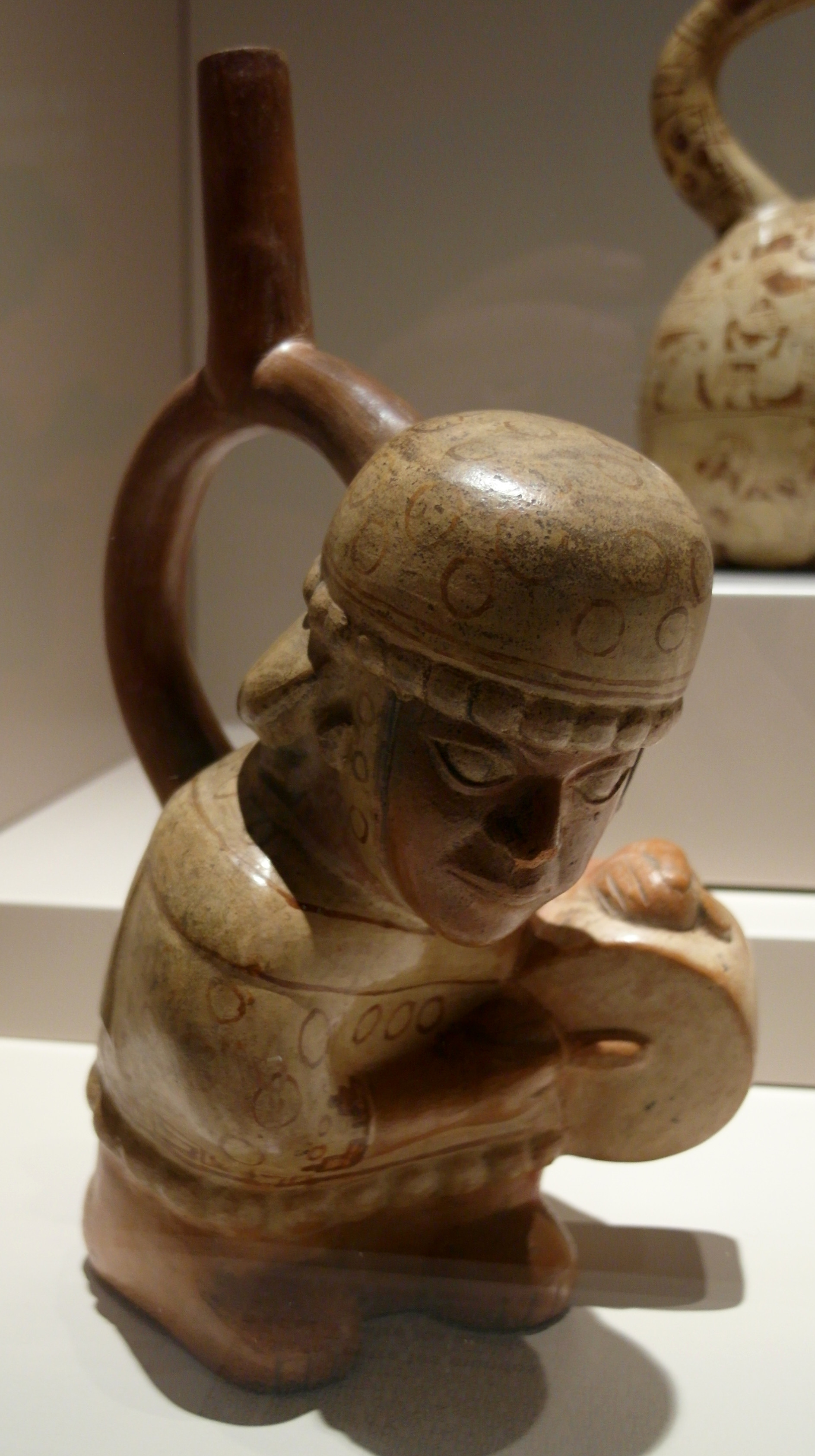
Tamborilero moche, tocando una tinya
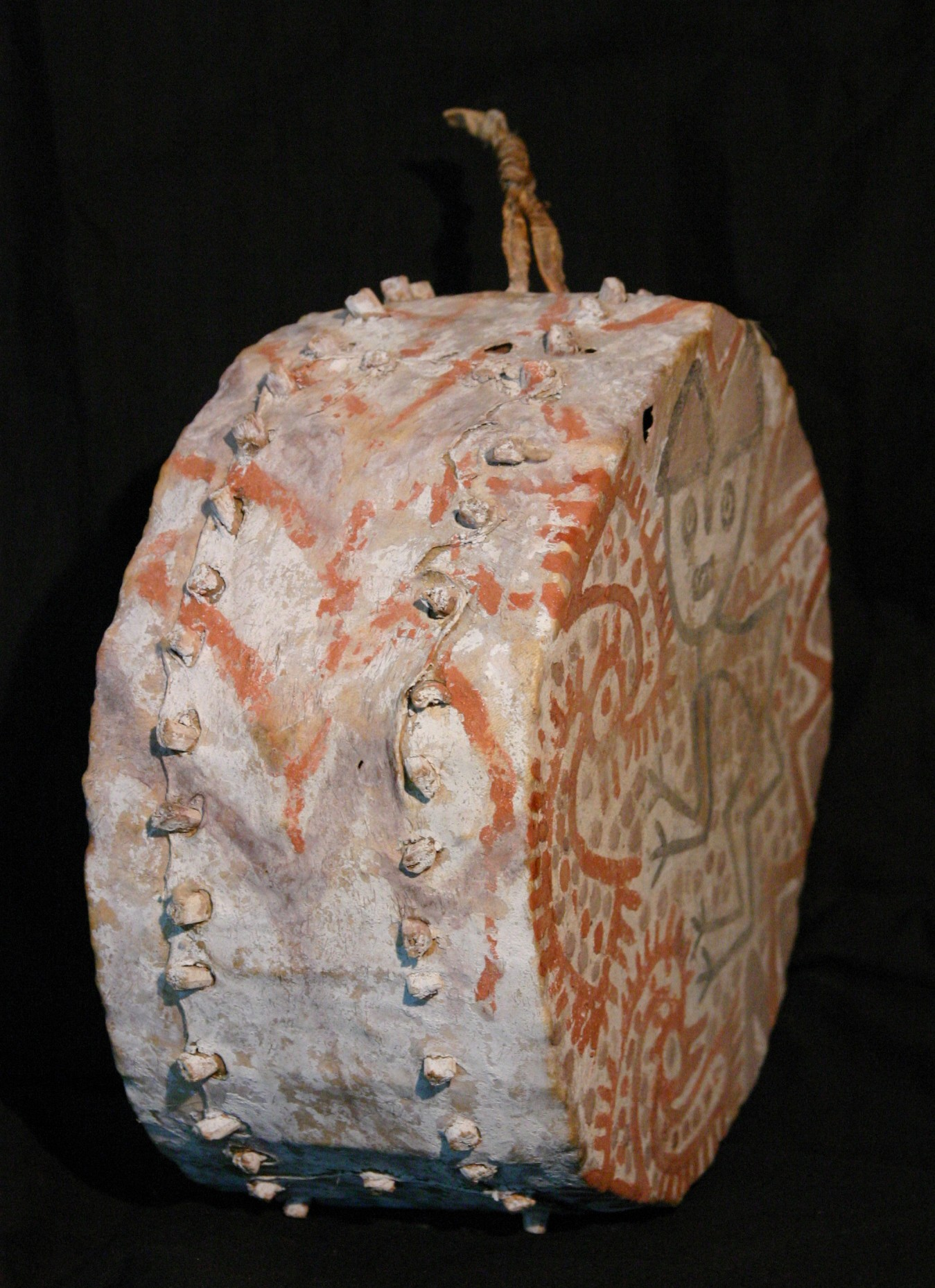
Tinya chancay
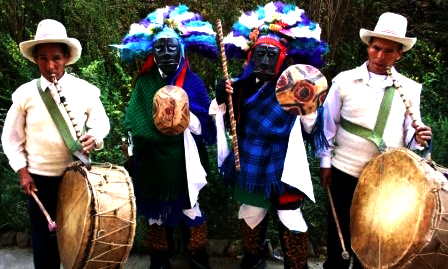
Integrantes de la danza ritual Mozo Danza (Chacas, Perú), los músicos llevan roncadoras y pinkullos.